# Procladius lugens
Procladius lugens är en tvåvingeart som beskrevs av Jean-Jacques Kieffer 1915. Procladius lugens ingår i släktet Procladius och familjen fjädermyggor. Arten är reproducerande i Sverige. Inga underarter finns listade i Catalogue of Life.